# Бахтова Тетяна Олександрівна
Тетя́на Олекса́ндрівна Бахтова, до шлюбу Дьяконова (нар. 23 січня 1952, Севастополь) — українська живописиця та графікеса. Член Миколаївської обласної організації НСХУ з 1988 року. Знаходиться у списку найкращих графіків, створеного Віртуальним музеєм світової графіки у Кракові.

## Біографія
Тетяна Дьяконова народилася 23 січня 1952 року в місті Севастополі. Її батько росіянин, Олександр Єгорович Дьяконов родом з башкирського села Русское Байбаково (башк. Урыҫ-Байбаҡ). Під час Другої світової війни його призвали на флот, з чого почалась його військова кар'єра. В 1958 році доля занесла в Миколаїв, де він отримав посаду заступника командира роти радіотелеграфістів. Там і осіла сім'я Дьяконових. Матір, Інна Юріївна Дьяконова (до шлюбу Горбенко), українка з Харкова. У Тетяни Олександрівни є дві сестри: Олена Олександрівна Еренчак та Оксана Олександрівна Линник. 
Вищу освіту здобула в Одесі, де в 1975 році закінчила художньо-графічний факультет Одеського державного педагогічного інституту ім. К. Ушинського. Талант молода живописиця розкрила під керівництвом педагога з фахового предмету В. Г. Єфименка.
Одружена з українським художником Володимиром Бахтовим.

## Кар'єра

### Викладацька практика
Після закінчення навчання Тетяна Дьяконова вирішила переїхати в Миколаїв, де проживали її батьки, і протягом 1976—1984 років працювала викладачкою в художній школі. Наступні сім років, з 1985 по 1991 рік перебувала в Росії, де працювала у графічній студії Будинку Творчості художників «Сенеж» в Москві.

### Виставки
З 1988 року Тетяна Бахтова увійшла до Миколаївської обласної організації Національної спілки художників України. Вона брала участь в багатьох виставках. Щодо міжнародних презентацій варто виділити наступні:
- «Українська графіка у Литві» (1988),
- «Благодійна виставка до відкриття міжнародного фонду боротьби з наркоманією та СНІДом» (Угорщина, 1990),
- серії виставок «Мистецтво XXI століття» (Канада, США, 1991),
- «Групова виставка художників України» (Портоферрайо, Італія, 1992),
- «Український погляд» (Берлін, Галерея «Артифікціум», 1993),
- «Трієнале графіки» (Краків, 1993, 1998, 2000, 2008),
- «Бієнале графіки» (Варна, 1995),
- «Українські імпресії» (Франкфурт-на-Майні, Галерея «Б», 1995),
- «Бієнале графіки» (Б'єлла, Італія, 1998),
- «Рандеву Арт» (Афіни, 2009).

Важливим кроком у професійному зростанні стали персональні виставки за кордоном: в Італії, Німеччині, Польщі, Росії та інших державах. Твори Бахтової презентувались на виставках «Український погляд» (галерея «Артифікціум», Берлін, 1993), «Українські імпресії» (Франкфурт-на-Одері, галерея «Б»), «Талісман» (галерея «Акаша», Краків, 1995), «Цейтрайзе» (фоє-галерея, Берлін, 1996), «Талісман» («Галерея-36», Київ, 1996), «Морські історії» (2008).

### Твори
- серія «Репетиція» (1988),
- «Діана» (2002),
- «Софонисба Ангишола» (2002),
- «Як птах» (2003).

Її твори зберігаються в приватних колекціях Європи, Америки, в Дирекції виставок Спілки художників України та Росії, Міністерстві культури України та Росії. Ілюстраціями Тетяни Бахтової оформлена поетична книга Володимира Пучкова «Вечірній чай» 1999 року.

## Проєкти

### Дім Бахтових
Впродовж 1995—2000 років Тетяна Бахтова разом з чоловіком займались будівництвом Дому — ательє в зоні Національного історико-археологічного заповідника «Ольвія». Дім побудовано в античному стилі, з ракушняку. Художники ставили за мету найбільш точне відтворення давньогрецької будівлі. В 2004 році творче об'єднання «Дім Бахтових» було прийнято в члени Асоціації артгалерей України, що стало їхнім першим вагомим досягненням.
Фактично це творче об'єднання являє собою творчу лабораторію художниці, а влітку стає центром сучасного мистецтва. Важливим є «Кабінет графіки», створений Тетяною Бахтовою при «Домі». Він має на меті видавництво гравюр авторського виконання малим тиражем. Гравюри виконуються в унікальній техніці — хімічна гравюра на металі.

### Геліографіті на «Fort.Missia2010»
У 2010 році Тетяна Бахтова разом з чоловіком побували на фестивалі «FortMissia2010», де представили дуже цікавий проєкт — геліографіті — малювання вночі вогнем, підіймаючись в повітряній кулі, і встановили два світових рекорди: намалювали найбільшу вогняну піраміду Хеопса (150 метрів, при тому, що справжня піраміда має 147 метрів) і маятник Фуко з найбільшою амплітудою при висоті 130 метрів (оригінал — 98 метрів).

### Екологічний лендарт-симпозіум
Оскільки Тетяна Бахтова вже понад 10 років працює з стилем лендарт, за її активної підтримки творче об'єднання «Дім Бахтових» у 2008 році виступило з ініціативою проведення екологічного лендарт-симпозіуму в Миколаївській області, на території регіонального ландшафтного парку «Гранітно-степове Побужжя», в Трикратах.
Ідеєю проєкту є об'єднання зусиль художників, екологів та людей інших спеціальностей для привернення уваги до випадково вцілілих куточків дикої природи з метою введення їх в розряд заповідників.

### Виставка «Морські історії»
Виставка організована Бахтоаою спільно з чоловіком. Обоє авторів виклали у творах своє бачення морської тематики: Володимир, як мореплавець, Тетяна — погляд з берега. На створення проєкту їх надихнула подорож по Середземному морі на парусній галері. Після цього пара переїхала в село Парутине на березі Бузького лиману, поряд із заповідником Ольвія.
Дана експозиція — це зібрані враження за багато років, а також і нові винаходи останнього творчого року. Багато робіт виконані у техніці левкас.

### Скрині
Цікавий погляд на морську тематику Тетяна Бахтова показала в своїх роботах. В Домі Бахтових вона організувала виставку скринь, копій старовинних із 19 століття, в яких колись зберігали найцінніше.
Скрині стали одним із нових захоплень художниці. Вона створює їх з абсолютно всього, що можна знайти під руками, починаючи з ящиків та закінчуючи непотрібними тумбами. Митець прикрашала скрині ляльками, сукнями, інструментами для шиття, нитками. Вони декоровані розписами в традиційній техніці «левкас» з використанням сучасних акрилових фарб, репродукціями авторських картин та іншими елементами.

## Стиль
Тетяна Бахтова працює в техніці акварелі, офорт, графіки. Художня мова офортів художниці завжди виразна та лаконічна. Вона ніколи не зображує себе і дуже рідко — знайомих. Її улюблена тема — жіноча.
Головні герої робіт художниці схожі на ляльок, а світ — на ляльковий театр, який ніби несерйозно розповідає про серйозні речі: любов та смерть («Я і ти», «Нарцис»), дитинство та дорослішання. Крім того, часто живописиця використовує тему містики, як от у творах «Поцілунок домового», «По секрету». Офорти Тетяни Бахтової практично завжди кольорові, але головна роль, як і належить в графіці, відводиться світлу та тіні. Крім того, межа між світлом та тінню на творах митця зображені дуже чітко та контрастно.
Бахтова провела певну роботу і в техніці левкасу (традиційна для України, але напівзабута техніка живопису на дерев'яній основі), про що свідчить її участь у виставці «Світ левкасу» в Чернівцях.

## Висловлювання про художницю
|                                                                  | Роботи Тетяни Бахтової вражають професіоналізмом зрілого майстра графіка. Її роботи експонувалися на багатьох виставках і отримували незмінно позитивний відгук. |
| — В. М. Іванов—Ахметов — член Союзу Художників СРСР з 1983 року, | |

|                          | У сюжетах її робіт людська реальність межує з ляльковими вигадками, побутові предмети легко перетворюються на декорації, а життєві драми тонко відтінені сценічною відстороненістю та іронією. |
| — поет Володимир Пучков, | |